# 金河寺悬空庵塔群
金河寺悬空庵塔群，位于中国河北省张家口市蔚县金河口峪，1993年7月15日公布为河北省文物保护单位，2013年3月5日公布为第七批全国重点文物保护单位。